# Keşlə FK
L'Keşlə FK és un club azerbaidjanès de futbol de la ciutat de Bakú.

## Història
Va ser fundat el 14 de març de 1997. És un dels clubs més rics del país a causa del patrocini del Bank Nacional de l'Azerbaidjan.
Evolució del nom:
- 1997: Universitat de Khazar
- 2004: Inter Bakú

## Palmarès

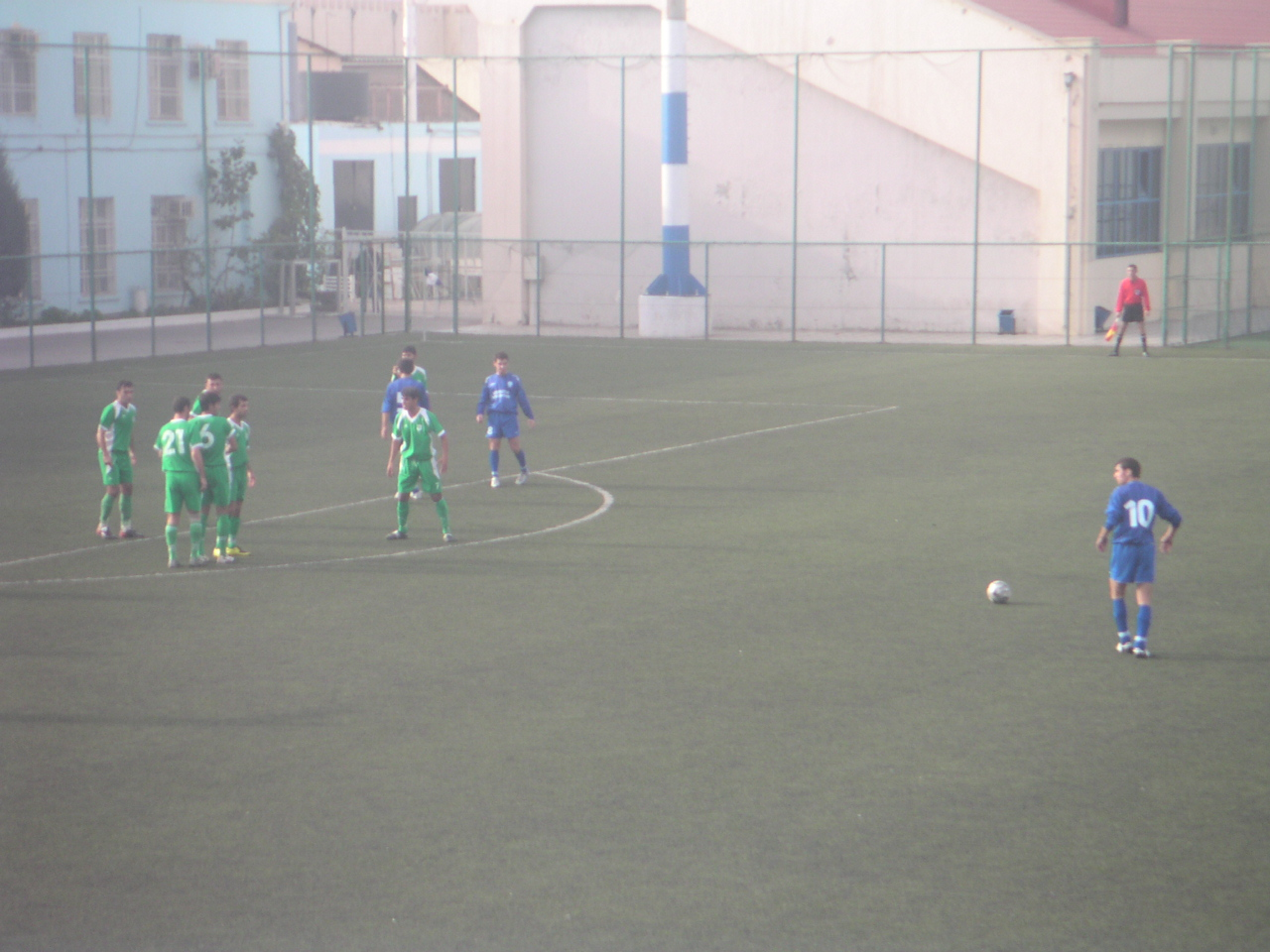
FC Inter Baku jugant el novembre del 2007 a un vell camp darrere l'estadi Shafa.

- Lliga azerbaidjanesa de futbol: 2
  - 2007-08, 2009-10

## Futbolistes destacats

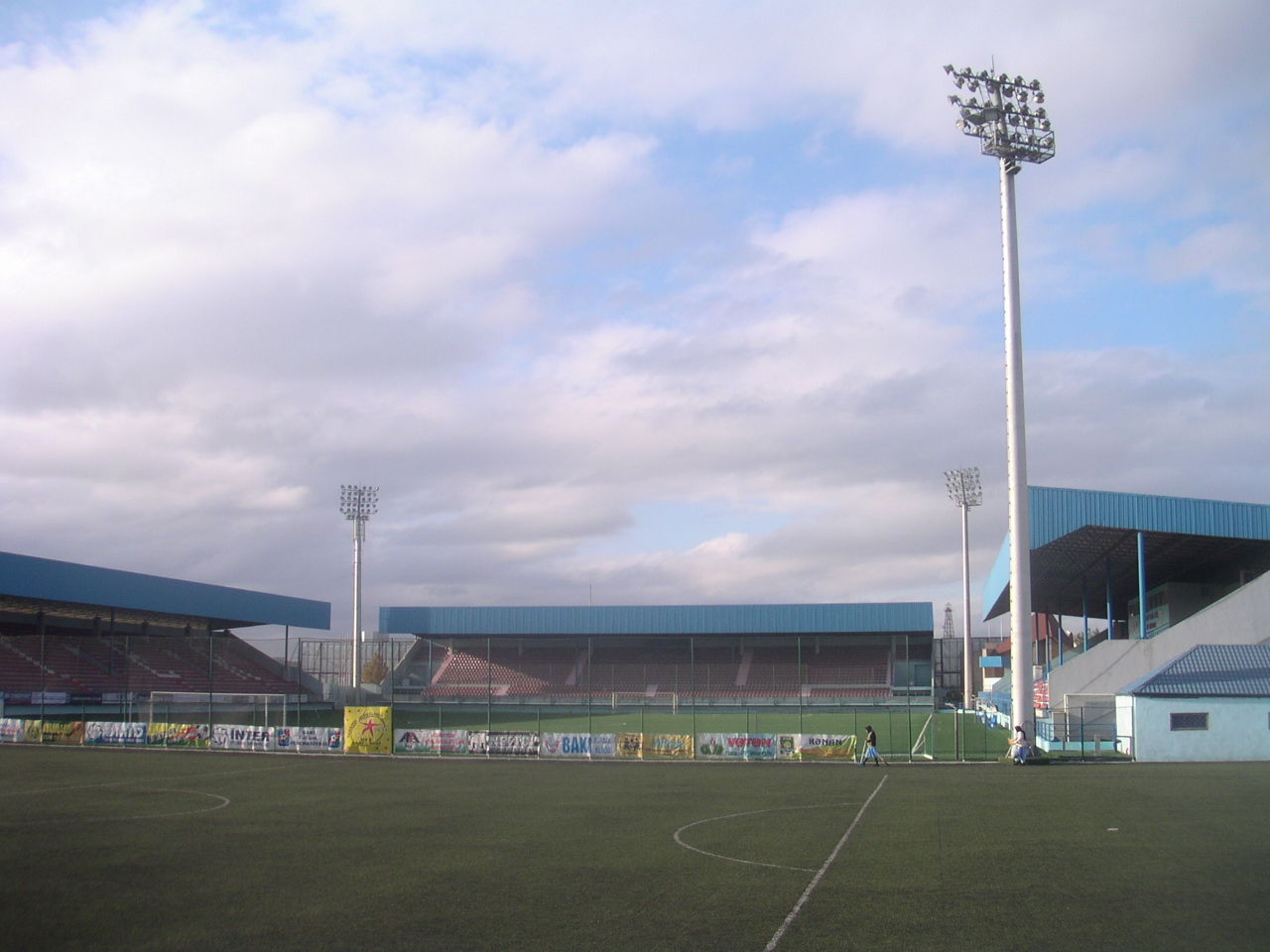
Estadi Shafa.

- Tomas Ražanauskas
- Valdas Trakys
- Tony Alegbe
- Lucky Idahor
- Sergey Chernyak
- Oleg Ostapenko

## Entrenadors
- Ismail Aliev (1997-99)
- Samir Alekperov (1999-00)
- Boyukaga Agaev (2001-2004)
- Anatoly Konjkov (2004-06)
- Oleg Smolyaninov (2006)
- Valentin Khodukin (2006 - present)